# Тревиняно
Тревиня̀но (на италиански: Trevignano; на венециански: Trevignan, Тревинян) е община в Северна Италия, провинция Тревизо, регион Венето. Разположена е на 77 m надморска височина. Населението на общината е 10 613 души (към 2014 г.).
Административен център на общината е градче Фалце (Falze).